# Aleksandr Afinoghenov
Aleksandr Nikolaevici Afinoghenov (în rusă Алекса́ндр Никола́евич Афиноге́нов; n. 22 martie/4 aprilie 1904, Skopin, gubernia Reazan⁠(d), Imperiul Rus – d. 29 octombrie 1941, Moscova, RSFS Rusă, URSS) a fost un dramaturg rus, autor a mai multor piese de teatru, care satirizau mentalitățile acelei epoci.

## Opera
- 1928: Omul ciudat;
- 1931: Frica (Страх);
- 1935: Departe (Далекое);
- 1936: Te salut, Spanie!, dramă romantică;
- 1940: Mașenka, comedia lirică;
- 1941: În ajun, piesă dedicată luptătorilor antifasciști.